# ストーンプロダクション
株式会社ストーンプロダクションは、東京都品川区に本社を置く日本の総合芸能プロダクションである。
代表の松尾典弘は、映画統括プロデューサーとして、幅広い活動の作品を手掛ける。主な作品には、『ビカムアヒーロー』『BUNSHIN』『兄が仕事をやめた』『おっさんの夏休み』などがある。
事業内容  
1. マネジメント事業  
- 俳優・タレント・モデルのキャリアマネジメント  
- 新人発掘・育成プログラムの実施  
- 専属マネージャーによるマンツーマン指導  
- オーディション企画・運営 
2. 映像制作事業 
- 映画・ドラマ・配信コンテンツの企画制作 - キャスティングコーディネート 
- 演技・アクションワークショップの運営 
- 株式会社ヨコハマプリンシパリティー、47ENGINEと業務提携による作品制作

## マネジメント部
俳優・タレント・モデル・アーティストなどのマネージメント。若年層の俳優・子役の発掘・育成。
所属・業務提携・登録タレントとの密なコミュニケーション、上質な人間関係、育成を尽くすことに重点におき、マネージメントを行っている。

## 制作部
キャスティング事業・舞台制作事業・映像制作事業。企画から制作まで一貫して対応している。
映像制作やプロデュースのワークショップ、演技・アクションスクールなどの運営している。
邦画制作、ネット配信、Vシネマを中心に、監督・キャスティング・脚本までプロフェッショナルとして協力し合うことで、 質の高いエンタテインメントを生み出す。
業務提携には株式会社ヨコハマプリンシパリティー、俳優川本淳市や藤岡範子を中心に映像、演劇、イベントなどの企画・制作・運営を行う役者団体の47ENGINEや川原英之らと業務提携契約を締結し、映画制作を行っている。

## 主なタレント
男性
- ほしら
- 井上智弘
- 京谷正宣
- 緑川雄志

女性
- 髙城桃花
- 雅玭

業務提携
- 川本淳市
- 川原英之
- 小川雅史
- 藤岡範子
- 大山大介

Johnvil Renzo
Saxon Kaiona Sawai